# Moyez Vassanji
Moyez Gulamhussein Vassanji (Nairobi, 30 maggio 1950) è uno scrittore e editore canadese.

## Vita
Vassanji è nato a Nairobi in Kenya nel 1950 ed è cresciuto in Tanzania. La sua famiglia ha fatto parte della comunità indiana emigrata in Africa. Durante il suo corso di studio universitario all'Università di Nairobi ha vinto una borsa di studio con la facoltà di fisica nucleare presso il Massachusetts Institute of Technology. Ha completato gli studi presso l'Università della Pennsylvania.

Nel 1978 si è trasferito in Canada per lavorare al "Chalk River Laboratories" nel settore della fisica di ricerca.

Nel 1980 ha iniziato la sua carriera di scrittore, ha interrotto quella di fisico e si è dedicato allo studio filologico indiano ed al sanscrito.
Attualmente vive a Toronto con la moglie e due figli.

## Opere
Le tematiche principali affrontate da Vassanji sono varie, tra le quali, emergono l'interesse per la situazione politico-sociale dell'Africa orientale e dell'Asia meridionale. Questi contesti sono approfonditi per focalizzare l'attenzione sugli emigranti indiani, molti dei quali, in un secondo tempo si sono trasferiti in Europa o in Nordamerica. L'autore si sofferma sugli effetti che la "diaspora indiana" ha apportato alle identità di queste persone.
Nell'opera The Book of Secrets il tema fondamentale è l'interazione sociale e culturale fra la comunità indiana, quella africana e l'amministrazione coloniale. In questa opera la storia coloniale africana è utilizzata come scenario sul quale appaiono, in primo piano, le storie di vita personali.
La novella The Assassins Song, pubblicata nel 2007 è invece interamente ambientata in India.
Ha vinto due volte il Premio Giller: nel 1994 per The Book of Secrets e nel 2003 per Il mondo sospeso di Vikram Lall.

### Romanzi
- The Gunny Sack (1989)
- No New Land (1991)
- The Book of Secrets (1994)
- Amriika (1999)
- Il mondo sospeso di Vikram Lall (The In-Between World of Vikram Lall, 2003), Milano, Frassinelli, 2005 traduzione di Giusi Barbiani ISBN 88-7684-868-1.
- Il giardino di Dio (The Assassin's Song, 2007), Milano, Frassinelli, 2010 traduzione di Giusi Barbiani ISBN 978-88-88320-09-0.
- The Magic of Saida (2012)
- Nostalgia (2016)
- A Delhi Obsession (2019)

### Racconti
- Uhuru Street (1992)
- When She Was Queen (2005)

### Saggi
- A Place Within (2008)
- Extraordinary Canadians: Mordecai Richler (2008)
- And Home Was Kariakoo: A Memoir of East Africa (2014)